# Xã Center, Quận Knox, Missouri
Xã Center (tiếng Anh: Center Township) là một xã thuộc quận Knox, tiểu bang Missouri, Hoa Kỳ. Năm 2010, dân số của xã này là 1.176 người.